# Фрэнсис Луиз Трейси
Фрэнсис Луиза Трейси (англ. *Frances Louise Tracy*; 1842 — 1924) — американская аристократка, известная как супруга финансиста **Джона Пирпонта Моргана (J.P. Morgan)**.

## Биография
Фрэнсис Луиза Трейси родилась в 1842 году в городе Ютика, штат Нью-Йорк, в семье Чарльза Трейси и Луизы Киркланд Трейси. Семья Трейси принадлежала к высшим слоям американского общества.
31 мая 1865 года Фрэнсис вышла замуж за Джона Пирпонта Моргана, будущего одного из самых влиятельных финансистов США. Их брак длился до смерти Дж. П. Моргана в 1913 году.

## Семья
В браке Фрэнсис и Джона Пирпонта Моргана родилось четверо детей:
- Луиза Пирпонт Морган (*Louisa Pierpont Morgan*, 1866—1946)
- Джон Пирпонт Морган-младший (*John Pierpont Morgan Jr.*, 1867—1943) — наследник финансовой империи J.P. Morgan & Co.
- Джульетта Пирпонт Морган (*Juliet Pierpont Morgan*, 1870—1952)
- Энн Трейси Морган (*Anne Tracy Morgan*, 1873—1952) — известная филантропка, активно занимавшаяся благотворительной деятельностью во Франции[7].

## Поздние годы и смерть
После смерти мужа в 1913 году Фрэнсис Луиза Трейси вела частную жизнь, сосредоточившись на семье и благотворительных проектах. Она скончалась в 1924 году и была похоронена на **кладбище Cedar Hill Cemetery** в Хартфорде, штат Коннектикут.